# Mercedes-Benz Schwerer Frontlenker
Der Schwere Frontlenker mit kubischer Kabine (auch „LP schwer“ genannt, das „P“ steht für Pullman-Kabine) war ein Lastwagen des deutschen Herstellers Daimler-Benz.

## Modellgeschichte
Noch vor den leichten und mittleren Modellen erhielten die schweren Fahrzeuge 1963 eine neue, dem damaligen Geschmack entsprechend kantig gestaltete Kabine mit ebenfalls kantig gestalteter Kühlerblende. Gebaut wurde sie nicht mehr beim Zulieferer Wackenhut, sondern in der Serienausführung bei Daimler-Benz selbst. Anfänglich gab es das Modell nur mit einer mittellangen Kabine, die deutlich weniger Platz als der rundliche Vorgänger bot, die eingesparte Länge kam der Ladefläche zugute. Nach Protesten von Fahrern und Kunden wurde ab 1965 zusätzlich ein längeres Fernverkehrshaus angeboten. Beide Fahrerhäuser waren wie beim Vorgänger nicht kippbar, sodass die Wartung durch zahlreiche Klappen erfolgen musste, die über das fast ganze Fahrzeug verteilt waren. Das brachte diesen Fahrzeugen bei Fahrern und Mechanikern rasch den wenig schmeichelhaften Spitznamen „Adventskalender“ ein. 
Die Technik stammte größtenteils vom Vorgänger, so auch der 200-PS-R6-Motor. Dessen Leistung wurde im Laufe der Zeit auf zunächst 210 PS, dann 230 PS und zuletzt 240 PS gesteigert, sodass die jeweiligen gesetzlichen Anforderungen für einen 38-t-Lastzug, den die zum 1. Mai 1965 geänderte StVZO ermöglichte, erfüllt werden konnten. 
Ab 1965 bot das Werk verhältnismäßig spät nur den LP-334-Nachfolger LP 1620 (mit kubischer Kabine) als Kipper an.
Da die StVZO ab dem 1. Januar 1972 eine Motorleistung von 8 PS je Tonne zulässigem Lastzuggewicht verlangte, lieferte Mercedes ab 1970 zusätzlich einen V10-Motor mit 320 PS Leistung sowie für 32-t-Lastzüge einen V8-Motor mit 256 PS Leistung.
Für die V-Motoren wurde jedoch eine neue Kabine benötigt, die kippbar ausgeführt wurde (bei Krupp gab es kippbare Kabinen schon seit 1965). Gegenüber der nicht kippbaren Kabine wurde das Dach leicht erhöht, die Türen reichten tiefer, sodass die Trittmulden unterhalb entfallen konnten. Die bei den nicht kippbaren Kabinen sichelförmig außen neben den ovalen Scheinwerfern angebrachten Blinker befanden sich bei der kippbaren Version an den äußeren Ecken der Stoßstangen, damit sie auch von der Seite her sichtbar waren.

## Modelle

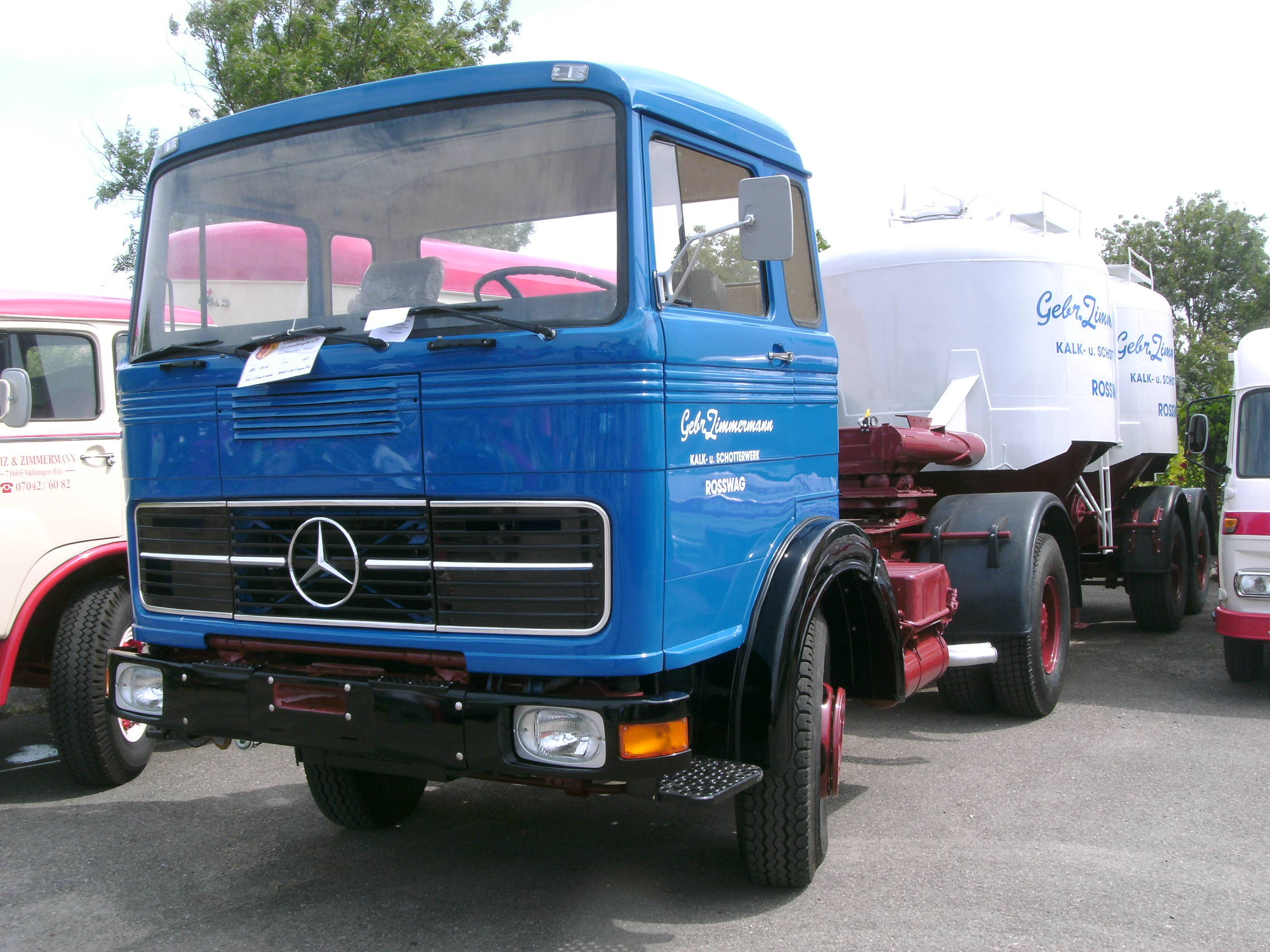
Mercedes-Benz LPS 1626 (1971)

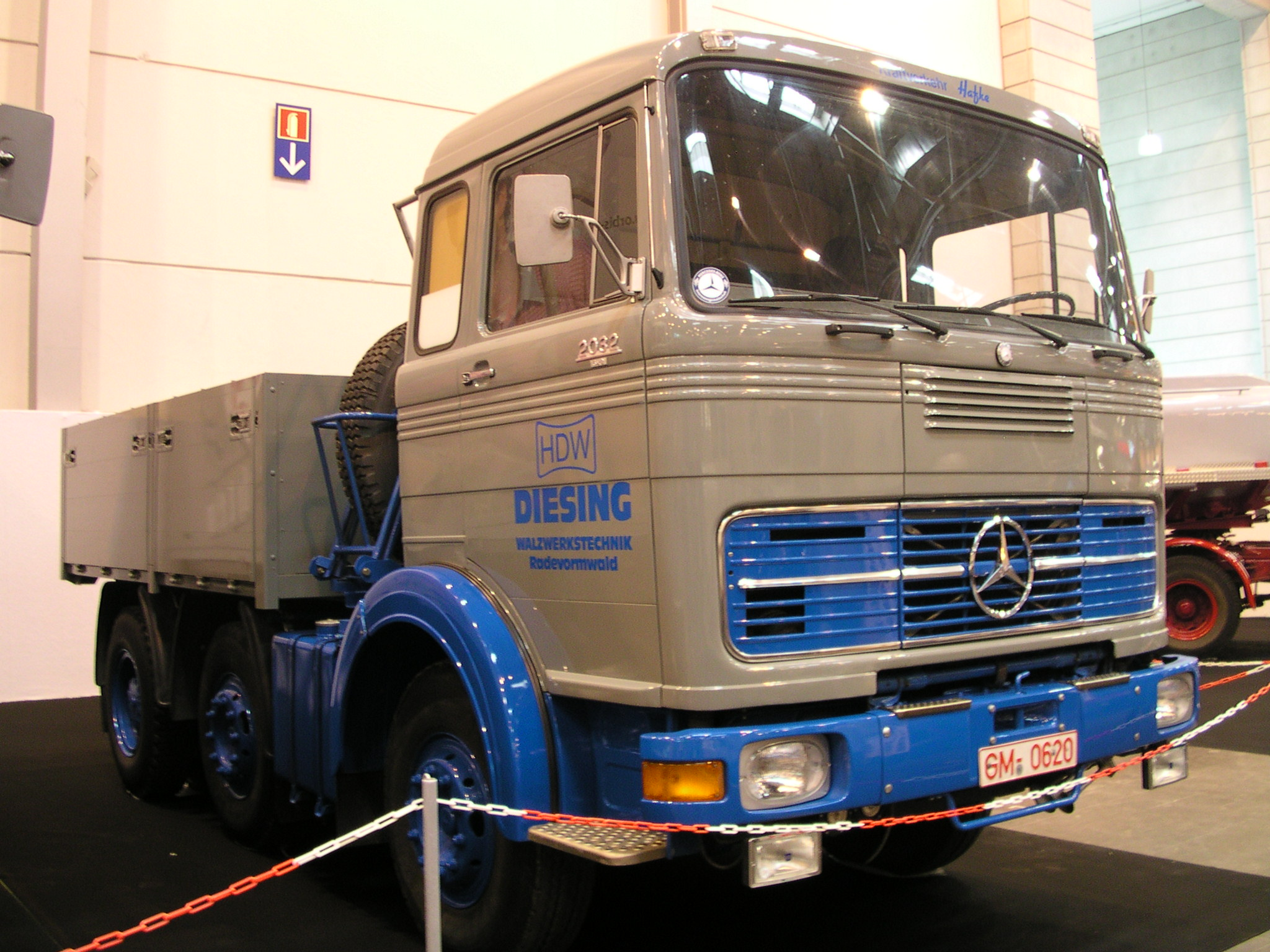
Mercedes-Benz LPS 2032 (1974)

| Modell                        | Motor     | Zylinder | Leistung DIN                                                  | Drehmoment DIN       | Bemerkungen                                      |
| ----------------------------- | --------- | -------- | ------------------------------------------------------------- | -------------------- | ------------------------------------------------ |
| 1418                          | OM 346.II | 6        | 136 kW (185 PS)                                               | 64 mkp bei 1.300/min |                                                  |
| 1620                          | OM 346.I  | 6        | 149 kW (202 PS) (mit Lüfter-Abschaltung 210 PS) bei 2.200/min | 74 mkp bei 1.300/min | auch als Kipper (LPK) erhältlich                 |
| 1626                          | OM 402    | 8        | 188 kW (256 PS)                                               |                      |                                                  |
| 1632                          | OM 403    | 10       | 235 kW (320 PS)                                               |                      |                                                  |
| 2020                          | OM 346.I  | 6        | 154 kW (210 PS) bei 2.200/min                                 | 74 mkp bei 1.300/min |                                                  |
| 2024                          | OM 355    | 6        | 177 kW (240 PS) bei 2.200/min                                 |                      |                                                  |
| 2032                          | OM 403    | 10       | 235 kW (320 PS)                                               |                      |                                                  |
| 2224                          | OM 355    | 6        | 177 kW (240 PS) bei 2.200/min                                 | 83 mkp bei 1.300/min | auch als Transport-Betonmischer (LPB) erhältlich |
| 2226                          | OM 402    | 8        | 188 kW (256 PS)                                               |                      |                                                  |
| 2232                          | OM 403    | 10       | 235 kW (320 PS)                                               |                      |                                                  |
| weitere Kombinationen möglich |           |          |                                                               |                      |                                                  |